# Paprotnia (powiat Siedlecki)
Paprotnia is een dorp in de Poolse woiwodschap Mazovië. De plaats maakt deel uit van de gemeente Paprotnia.